# جيمس ميد
ولد جميس ميد (James E. Meade) في 23 يونيو 1907 وقد نشأ في مدينة باث في إنجلترا وتلقى تعليمة في مدرسة لامبروك 1917-1921 ثم في كلية مالفيرن في الفترة(1917-1926) وتعلم اللاتينية واليونانيه بجامعة أوكسفورد وكلية اوريل في الفترة (1926-1930) واستمر في التعليم التقليدي حتى عام 1928 ثم انتقل لمدة سنتين إلى كلية الفلسفة والسياسة والاقتصاد والتحق بكلية ترينيتي في كامبريدج 1930/1931 ومن 1931 إلى 1937 كان زميلا ومحاضر في كلية الاقتصاد في هرتفورد باكسفورد وقام بتدريس الاقتصاد بشكل منتظم في اكسفورد.
في نهاية 1937 التحق باللجنة الاقتصادية التابع لعصبة الأمم في جنيف واشترك في تحرير دراسة الحالة الاقتصادية في العالم وأصبح مدير للقسم الاقتصادي عام 1946 وفي عام 1947 أصبح أستاذا للتجارة في مدرسة لندن للاقتصاد ثم كتب كتاب بعنوان "مدخل إلى التحليل الاقتصادي والسياسة". بالإضافة الي تحليله لميزان المدفوعات والتجارة والرعاية ثم طبق نظرية الرفاهية الاقتصادية للصفقات.و في 1957 أصبح أستاذ كرسي الاقتصاد السياسي في كامبريدج وفي عام 1974 كتب أربعة مجلدات:" ثبات ونمو الاقتصاد، خلف ميد ثروة علمية من الكتب والأبحاث، وتوفي في 22 ديسمبر 1995.

## روابط خارجية
- جيمس ميد على موقع الموسوعة البريطانية (الإنجليزية)
- جيمس ميد على موقع مونزينجر (الألمانية)
- جيمس ميد على موقع إن إن دي بي (الإنجليزية)